# Augusta (Kansas)
Pour les articles homonymes, voir Augusta.
Augusta est une municipalité américaine située dans le comté de Butler au Kansas. Lors du recensement de 2010, sa population est de 9 274 habitants.

## Géographie
Augusta se trouve près de la confluence de la Whitewater River (en) et de la Walnut River (en),.
Selon le Bureau du recensement des États-Unis, la municipalité s'étend en 2010 sur une superficie de 4,75 milles carrés (12,3 km2), dont 0,52 mille carré (1,35 km2) d'étendues d'eau.

## Histoire
La région est d'abord habitée par les Osages, ce qui empêche deux projets de ville d'aboutir : Arizona (1857) et Fontanella (1858). Après un traité avec les Osages, C. N. James y ouvre un magasin général et un poste de traite en 1868, qu'il nomme en l'honneur de sa femme Augusta Boynton.
Desservie par le chemin de fer à partir de 1881, Augusta se développe grâce à l'agriculture puis, au XXe siècle, aux hydrocarbures. La raffinerie de la ville ferme cependant dans les années 1980.
Le cabanon de C. N. James ainsi que le théâtre art déco de la ville (1935) sont inscrits au Registre national des lieux historiques.

## Démographie
La population d'Augusta est estimée à 9 389 habitants au 1er juillet 2017.
| Groupe            | Augusta (2016) | Kansas (2017) | États-Unis (2017) |
| ----------------- | -------------- | ------------- | ----------------- |
| Blancs            | 94,1           | 86,5          | 76,6              |
| Métis             | 3,6            | 3,0           | 2,7               |
| Afro-Américains   | 1,2            | 6,2           | 13,4              |
| Amérindiens       | 0,7            | 1,2           | 1,3               |
| Océano-Américains | 0,1            | 0,1           | 0,2               |
|                   |                |               |                   |
| Hispaniques       | 4,6            | 11,9          | 18,1              |

Le revenu par habitant était en moyenne de 22 681 dollars par an entre 2012 et 2016, en-dessous de la moyenne du Kansas (28 478 dollars) et de la moyenne nationale (29 829 dollars). Sur cette même période, 11,5 % des habitants d'Augusta vivaient sous le seuil de pauvreté (contre 12,1 % dans l'État et 12,7 % à l'échelle des États-Unis).